# Diet Coke

Logo Diet Coke

Diet Coke (hay là Coca cola light tại nhiều quốc gia ngoài Hoa Kỳ) là một loại thức uống có ga không có đường, cho người ăn kiêng của hãng Coca Cola ra đời năm 1985.
Tuy nhiên, việc sản phẩm này ra đời lại là một sai lầm nghiêm trọng trong việc phát triển của hãng. Khi Diet Coke xuất hiện, hãng Coca Cola đã họp báo và thông báo rằng: từ giờ trở đi sẽ không còn sản phẩm Coke truyền thống nữa. Thay vào đó là một sản phẩm Coke ngọt hơn và nhẹ nhàng hơn. Chỉ trong vòng 24 tiếng đồng hồ kể từ khi họp báo vào ngày 23 tháng 4 năm 1985, 81% dân số nước Mỹ đã biết thông tin không còn sản phẩm Coke truyền thống nữa. Tuần tiếp theo, 40.000 lá thư bay tới trụ sở của Coca Cola, mỗi ngày có tới 1.000 cú điện thoại phàn nàn về chất lượng sản phẩm mới. Giá cổ phiếu của Coca Cola đã tụt giảm thảm hại lên tới 13,6% - một con số tồi tệ nhất trong lịch sử phát triển của hãng. 87 ngày sau khi Diet Coke xuất hiện, công thức cổ điển của Pemberton - Cha đẻ của Coca Cola đã trở lại trên giá bán tại các cửa hàng, siêu thị trong dạng chai cổ điển. Và nó vẫn còn tồn tại đến ngày nay.

## Tại Việt Nam
Ngày 04 tháng 05 năm 2019, Coca-Cola Việt Nam chính thức ra mắt sản phẩm Coca-Cola Plus, 100% theo công thức từ Nhật Bản. Coca-Cola Plus tại Nhật Bản được chứng nhận FOSHU với tác dụng hạn chế hấp thu chất béo từ bữa ăn nhờ bổ sung chất xơ dinh dưỡng, giúp người dùng tận hưởng niềm vui ăn uống.
FOSHU là chứng nhận do Tổng cục Người Tiêu dùng (CAA) thuộc Chính phủ Nhật Bản cấp cho các sản phẩm đã được kiểm nghiệm và chứng minh hiệu quả về mặt sinh lý học đối với cơ thể con người. FOSHU chứng nhận tác dụng của sản phẩm trên 15 nhóm lợi ích cho sức khỏe, ví dụ như chức năng tiêu hoá, nồng độ cholesterol, huyết áp, xương khớp, răng miệng, lượng đường trong máu... Điểm đặc biệt của chứng nhận FOSHU là kiểm nghiệm toàn diện chất lượng sản phẩm, bao gồm hiệu quả đối với sức khỏe, độ an toàn thực phẩm, thành phần hoạt tính có trong sản phẩm, thậm chí, cả các thông tin ghi trên bao bì.
Để được cấp chứng nhận FOSHU, Coca-Cola Plus cũng như bất kỳ một sản phẩm nào khác, đều phải trải qua quá trình kiểm duyệt gắt gao, có thể lên đến 3 năm. Hồ sơ sản phẩm được CAA điều chuyển đến 2 uỷ ban để thẩm định song song: Ủy ban Tiêu dùng thẩm định hiệu quả của sản phẩm. Ủy ban An toàn thực phẩm thậm định mức độ an toàn của sản phẩm. Sau đó, hồ sơ tiếp tục được Hội đồng thẩm định (thuộc Ủy ban Người tiêu dùng) đánh giá một lần nữa về hiệu quả và mức độ an toàn cùng với nhau. Song song với quá trình thẩm định kép này, Bộ phận Nhãn hiệu Thực phẩm, Bộ Sức khoẻ, Lao động và Phúc lợi Nhật, Viện Phát minh Y Sinh học, Sức khoẻ và Dinh dưỡng, hoặc các phòng nghiên cứu độc lập cũng sẽ tham gia vào hoạt động kiểm nghiệm này.